# Eremaea asterocarpa
Eremaea asterocarpa är en myrtenväxtart som beskrevs av Hnatiuk. Eremaea asterocarpa ingår i släktet Eremaea och familjen myrtenväxter.

## Underarter
Arten delas in i följande underarter:
- E. a. asterocarpa
- E. a. brachyclada
- E. a. histoclada